# Farnersberg

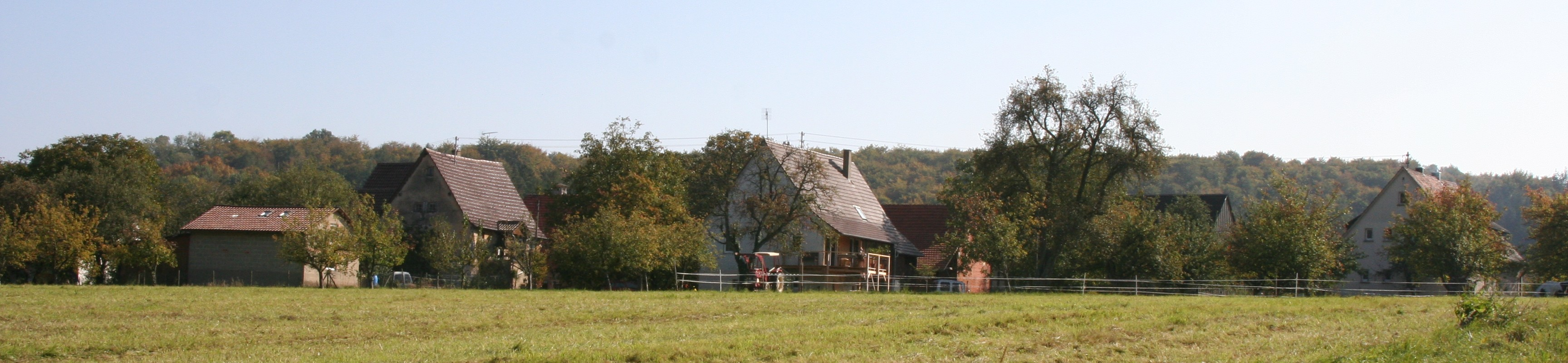
Farnersberg von Nordwesten

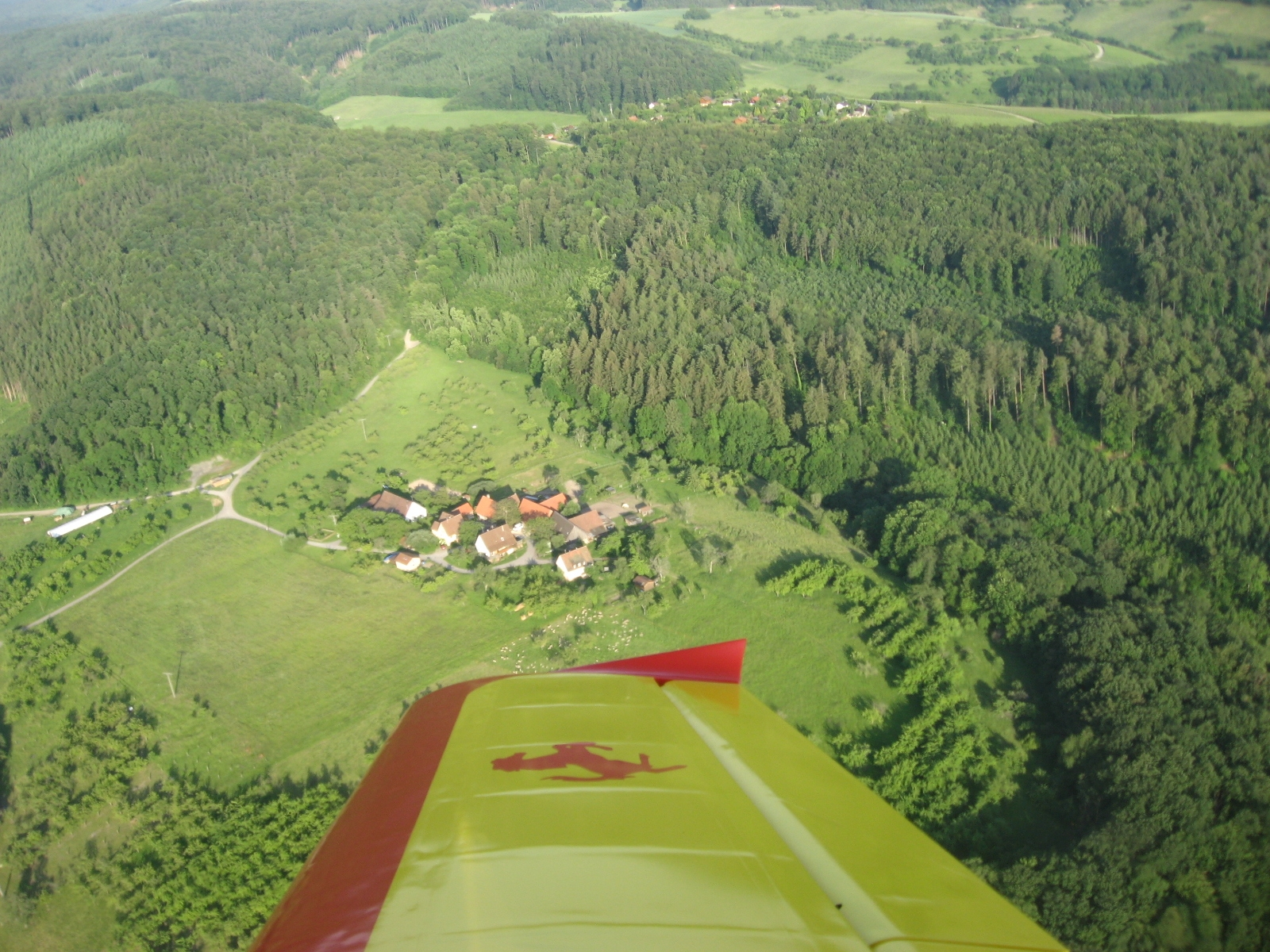
Farnersberg von oben

Farnersberg ist ein Weiler im Landkreis Heilbronn in Baden-Württemberg, der spätestens seit dem 18. Jahrhundert zu Beilstein gehört.

## Geografie
Farnersberg liegt etwa sechs Kilometer nordöstlich von Beilstein auf einer ebenen Rodungsfläche in den Löwensteiner Bergen. Die den Ort umgebende Rodungsfläche ist ihrerseits wieder komplett von Wald umgeben. Der natürliche Zugang nach Farnersberg erfolgt von Westen über die Täler von Buchenbach und Farnersberger Bach. Die Gemarkungsfläche beträgt rund 23 Hektar. Der Ort liegt in 370 m Höhe und bildet eine Beilsteiner Exklave zwischen der Markung von Untergruppenbach (Ortsteile Unterheinriet und Vorhof) im Norden und dem zu Lauffen am Neckar gehörenden Stadtwald Etzlenswenden im Süden. Eine Straßenverbindung besteht nach Unterheinriet im Nordwesten und nach dem südlich gelegenen, ebenfalls zu Beilstein gehörenden Weiler Etzlenswenden (nach dem der Lauffener Stadtwald Etzlenswenden benannt ist).

## Geschichte
Farnersberg ist eine Waldrodungssiedlung, deren Ursprünge im Dunkeln liegen. Aufgrund des natürlichen Zuganges von Westen und aufgrund der kirchlichen Zugehörigkeit wird angenommen, dass der Ort von Unterheinriet aus gegründet wurde. Der Name des Ortes leitet sich vermutlich von dem dort reich vorkommenden Farnkraut her.
Farnersberg hatte ursprünglich drei Höfe (bereits erwähnt 1599), von denen einer geteilt wurde, so dass über lange Zeit vier Familien im Ort lebten, die Ackerbau und Viehzucht, ab dem 18. Jahrhundert auch Weinbau betrieben. 1623 wird Farnersberg als nach Beilstein gerichts- und steuerbarer Weiler bezeichnet, 1769 hatte der Ort 16 Einwohner. Wie und wann der Ort an Beilstein und damit an Württemberg gelangt war, ist unbekannt.
Die Kinder aus Farnersberg besuchten die mit Unterbrechungen von spätestens 1717 bis 1866 bestehende Schule in Etzlenswenden, später besuchten sie die Schulen in Vorhof und Unterheinriet.
Bei der Umsetzung der neuen Verwaltungsgliederung im Königreich Württemberg wurde Farnersberg 1810 mit Beilstein dem Oberamt Marbach zugeordnet.
1924 erfolgte der Anschluss an das Elektrizitätsnetz, 1964 folgte eine Wasserleitung, die den öffentlichen Brunnen ersetzte.
Im Jahr 1971, nachdem sich die letzten Altbauern zur Ruhe gesetzt hatten und der bäuerliche Nachwuchs abgewandert war, wurde die gesamte Gemarkung für 25 Jahre an die Süßmosterei Sauer/Dietz verpachtet, die dort eine 4000 Bäume umfassende Obstbaumplantage anlegte.